# إدارة استمرارية الأعمال
استمرارية الأعمال (Business Continuity) بحسب آيزو 22301 هي عملية مستمرة من التخطيط والتحضير والاختبار لضمان إتمام اتخاذ الخطوات اللازمة لتحديد أثر الخسائر المحتملة والحفاظ على إمكانية تطبيق استراتيجيات التعافي واسترداد المقدرة لاستمرارية الخدمات. إدارة استمرارية الأعمال (BCM) عملية إدارة شاملة تحدد التهديدات المحتملة والآثار المترتبة على العمليات التجارية، حيث توفر عملية الادارة إطار عملي لبناء استعدادات وامكانات تنظيمية لها القدرة على الاستجابة الفعالة للأزمات والكوارث وتعمل على حماية مصالح أصحاب العمل والمستثمرين والمحافظة على السمعة أو العلامة التجارية والأنشطة. ومن بين تلك المخاطر أو الأحداث السلبية حالات الطوارئ أو الأزمات أو الكوارث أو الأحداث العارضة التي تعرقل النشاطات التجارية الطبيعية.
وفي حالة وقوع أحد الأحداث العارضة التي لها مردود سلبي، يكون على إدارة استمرارية الأعمال أن تتكفل باستجابة فعّآلة لتقليل الخسائر واستعادة العمليات المعتادة.
انظر أيضًا: تخطيط استمرارية الأعمال